# Olav Magne Dønnem
Olav Magne Dønnem (* 21. November 1980 in Øvre Surnadal) ist ein ehemaliger norwegischer Skispringer. Er ist Gesamtsieger des Skisprung-Continental-Cups 2003/04.

## Werdegang
Dønnem startete in der Saison 1998/99 erstmals im Weltcup und konnte bereits bei seinem dritten Weltcupspringen, am 19. Dezember 1998 in Harrachov, einen vierten Platz erringen. Im weiteren Saisonverlauf konnte er noch zweimal, auf der Flugschanze in Planica, unter die besten Zehn vordringen. In der folgenden Saison verpasste er zumeist die Punkteränge. Lediglich beim Skifliegen am Kulm konnte er als 25. eine Punkteplatzierung belegen. Bei der während der Saison ausgetragenen Skiflug-Weltmeisterschaft 2000 belegte er den 19. Platz. Im Sommer 2000 nahm er an den Sommerskispringen des Grand Prix teil. Dabei konnte er wieder bessere Leistungen abrufen und belegte meist Plätze unter den besten Zwanzig. Im kommenden Weltcupwinter 2000/01, zu dessen Auftakt er einen Sieg bei einem Teamwettbewerb feiern konnte, konnte er an die Leistungen des Sommers anknüpfen und sich zumeist in den Punkterängen platzieren. Seine besten beiden Saisonergebnisse, zwei elfte Plätze, konnte er wieder auf Skiflugschanzen, in Harrachov und Planica, erringen. Beim Grand Prix im Sommer 2001 konnte er wieder stabile Leistungen erbringen. Im Winter 2001/02 ließ seine Form jedoch nach und er konnte, mit einem dreißigsten Platz in Trondheim, kurz vor Saisonende, nur einen einzigen Weltcuppunkt erringen. Zuvor war er bereits bei einem Anfang Januar in Innsbruck ausgetragenen Continental Cup (COC) gestartet und bei der Skiflug-Weltmeisterschaft 2002 als 42. bereits nach dem ersten Durchgang ausgeschieden. Im Sommer 2000 startete er zunächst wieder im COC, wechselte jedoch zum Ende des Sommers in den Grand Prix, wo ein 24. Platz in Lahti sein einziges Ergebnis blieb. Zu Beginn des Winters 2002/03 verpasste er bei den Weltcupspringen stets den zweiten Durchgang, weshalb er ab Mitte Dezember in den Continental Cup wechselte. Dort konnte er sich zumeist in den Punkterängen platzieren und auch einige Male unter die besten Zehn springen. Nachdem er im Sommer 2003 bei nur einem COC angetreten war, startete er zu Beginn des Winters 2003/04 wieder im Weltcup. Obwohl er mit einem 26. Platz beim Springen in Trondheim Weltcuppunkte erzielen konnte, startete er ab Mitte Dezember wieder im COC. Da ihm dort fast immer Platzierungen unter den besten Zehn gelangen und er einige Springen gewann, stand Dønnem am Saisonende als Gesamtsieger des Continental Cups fest. Nach dem Ende der COC-Saison trat er noch bei zwei in Norwegen stattfindenden Weltcups an, blieb jedoch erfolglos. Bei den Sommerspringen 2004 konnte er keine überzeugenden Leistungen bringen und verpasste so gut wie immer den zweiten Durchgang. Im Winter 2004/05 trat er durchgehend im Continental Cup an und konnte zumeist Plätze im vorderen Mittelfeld belegen. Nachdem er im Sommer 2005 und im Winter 2005/06 im Continental Cup stets um den Einzug in den zweiten Durchgang kämpfte, beendete er zum Saisonende seine aktive Karriere.
Aktuell ist Olav Magne Dønnem Trainer beim Team Trønderhopp in Trondheim und betreut dort als Co-Trainer gemeinsam mit Daniel Forfang und Chef-Trainer Geir Johnsen die Junioren.

## Erfolge

### Weltcup-Platzierungen
| Saison  | Platz | Punkte |
| ------- | ----- | ------ |
| 2000/01 | 29.   | 148    |

### Schanzenrekorde
| Ort  | Land     | Weite               | aufgestellt am | Rekord bis    |
| ---- | -------- | ------------------- | -------------- | ------------- |
| Oslo | Norwegen | 131,0 m (HS: 134 m) | 1999           | 12. März 2000 |